# خومكو (دجغان)
خومکو (بالفارسية: خومکو) هي قرية تقع في إيران في بلدة دزكان. يقدر عدد سكانها بـ 114 نسمة .